# Jeux de l'Extrême-Orient 1938
Les Jeux de l'Extrême-Orient 1938, qui auraient dû être la IXe édition de ces Jeux, ne se sont jamais tenus et ont été annulés à cause de la Seconde Guerre sino-japonaise. 
Les Jeux avaient été attribués à la ville d'Osaka au Japon.
Après l'annulation de cette édition, les Jeux d'Extrême-Orient ont cessé d'exister et sont remplacés par les Jeux asiatiques, après la Seconde Guerre mondiale.